# NGC 6682
NGC 6682 – chmura gwiazd Drogi Mlecznej znajdująca się w gwiazdozbiorze Tarczy. Odkrył ją John Herschel 25 lipca 1827 roku. Wchodzące w jej skład gwiazdy najprawdopodobniej nie stanowią gromady otwartej.